# Phyllodoce tahitiensis
Phyllodoce tahitiensis är en ringmaskart som beskrevs av Monro 1939. Phyllodoce tahitiensis ingår i släktet Phyllodoce och familjen Phyllodocidae. Inga underarter finns listade i Catalogue of Life.